# Phryganea alba
Phryganea alba là một loài côn trùng trong họ Phryganeidae thuộc bộ Trichoptera. Loài này được Fabricius miêu tả năm 1798.